# زوینیتسا (روستا)
زوینیتسا (به بلغاری: Zvinitsa) یک منطقهٔ مسکونی در بلغارستان است که در شهرستان کاردژالی واقع شده‌است.